# Асгейр Сігурвінссон
Заголовок цієї статті — це ісландське ім'я, де Асгейр — особове ім'я, а Сігурвінссон — ім'я по батькові. 
Асгейр Сігурвінссон (ісл. Ásgeir Sigurvinsson, нар. 8 травня 1955, Вестманнові острови) — ісландський футболіст, що грав на позиції півзахисника. По завершенні ігрової кар'єри — футбольний тренер.
Виступав, зокрема, за клуби «Стандард» (Льєж) та «Штутгарт», а також національну збірну Ісландії.
Дворазовий володар Кубка Бельгії. Чемпіон Німеччини.

## Клубна кар'єра
У дорослому футболі дебютував 1971 року виступами за команду клубу «Вестманнаейя», в якій провів два сезони, взявши участь у 21 матчі чемпіонату.
Своєю грою за цю команду привернув увагу представників тренерського штабу клубу «Стандард» (Льєж), до складу якого приєднався 1973 року. Відіграв за команду з Льєжа наступні вісім сезонів своєї ігрової кар'єри. Більшість часу, проведеного у складі «Стандарда», був основним гравцем команди.
Протягом 1981—1982 років захищав кольори команди клубу «Баварія».
У 1982 році перейшов до клубу «Штутгарт», за який відіграв 8 сезонів. Граючи у складі «Штутгарта» також здебільшого виходив на поле в основному складі команди. За цей час виборов титул чемпіона Німеччини. Завершив професійну кар'єру футболіста виступами за команду «Штутгарт» у 1990 році.

## Виступи за збірну
У 1972 році дебютував в офіційних матчах у складі національної збірної Ісландії. Протягом кар'єри у національній команді, яка тривала 15 років, провів у формі головної команди країни 45 матчів, забивши 5 голів.

## Кар'єра тренера
Розпочав тренерську кар'єру невдовзі по завершенні кар'єри гравця, 1993 року, очоливши тренерський штаб клубу «Фрам».
З 2002 по 2005 роки очолював збірну Ісландії, що наразі є останнім місцем роботи як тренера.

## Титули і досягнення

### Командні
- Володар Кубка Ісландії (1):

«Вестманнаейя»: 1972
- Володар Кубка бельгійської ліги (1):

«Стандард» (Льєж): 1975
- Володар Кубка Бельгії (1):

«Стандард» (Льєж): 1980–81
- Володар Кубка Німеччини (1):

«Баварія»: 1981–82
- Чемпіон Німеччини (1):

«Штутгарт»: 1983–84

### Особисті
- Гравець року в Ісландії: 1974, 1984